# McDonnell Douglas C-17 Globemaster III
McDonnell Douglas C-17 Globemaster III (angleško Gospodar oble) je sodobno ameriško vojaško strateško/taktično transportno letalo za velike tovore ali enote. Slovenija ima letalo na souporabi z zaveznicami. Od leta 1997 ga izdeluje enota letalske družbe Boeing iz Saint Louisa (Missouri) Boeing IDS. Letalo uporabljajo Letalske sile ZDA (USAF) in Kraljevo vojno letalstvo (RAF). Uporabljajo ga tudi v civilne namene, kot so ga na primer za pomoč prizadetim med divjanjem hurikana Katrina. Ime Globemaster si deli več transportnih letal, C-74 Globemaster I in C-124 Globemaster II.
Letalo lahko vzleta in pristaja s kratkih in slabo pripravljenih stez. C-17 je bil zasnovan za zamenjavo in nadgraditev ameriških transportnih sil. Lahko prevaža do 80 ton tovora, kar je manj od Lockheed C-5 Galaxy (120 ton) in več kot C-130 Hercules (20 ton), A400M (37 ton), Il-76 in C-141 Starlifter.
Motorji na C-17 so F-117, vojaška različica komercialnih PW2040, ki se uporabljajo na Boeing 757. Posebnost motorjev na C-17 je, da lahko uporablja obračalnik potiska v letu, z njimi lahko doseže hitrost spuščanja 15000 čevljev/minuto (76 m/s), kar je uporabno pri letih v nevarna območja. Obračalnik potiska na C-17 se lahko uporablja tudi za vzvratno vožnjo na tleh, tako ni potreben vlačilec.
Do julija 2013 so izdelali 250 letal, proizvodna linija v Long Beachu, Kalifornija je še vedno odprta, čeprav so jo že večkrat poskušali zapreti.
Slovenija je skupaj z 12 zaveznicami NATO (Bolgarija, Češka, Danska, Estonija, Italija, Latvija, Litva, Nizozemska, Poljska, Romunija, Slovaška in ZDA) sofinancirala nakup 3 letala C-17, ki so del zavezniškega strateškega zračnega transporta. Letala so namenjena nacionalnim potrebam zaveznic, NATO, EU in OZN potrebam. Letala delujejo v sklopu partnerstva Strategic Airlift Capability (SAC) v enoti Heavy Airlift Wing nameščena so v Pápa Air Base - Madžarska.

## Uporabniki
- ZDA
- Avstralija
- Kanada
- Katar
- Združeni arabski emirati
- Združeno kraljestvo
- NATO

## Tehnične specifikacije
- Posadka: 3 (2 pilota, 1 tovornik)
- Kapaciteta:

102 padalcev ali
1 Abrams tank,ali trije Strykerji, ali šest M1117 
- Tovor: 170.900 lb (77.519 kg)
- Dolžina: 174 ft (53 m)
- Razpon kril: 169,8 ft (51,75 m)
- Višina: 55,1 ft (16,8 m)
- Površina kril: 3.800 ft² (353 m²)
- Prazna teža: 282.500 lb (128.100 kg)
- Maks. vzletna teža: 585.000 lb (265.350 kg)
- Motorji: 4 × Pratt & Whitney F117-PW-100 turbofan, 40.440 lbf (180 kN) each
- Kapaciteta goriva: 35.546 U.S. gal (134.556 L)

- Potovalna hitrost: Mach 0,74 (450 knots, 515 mph, 830 km/h)
- Dolet: 2.420 nmi (2.785 mi, 4.482 km); 5.610 nmi (10,390 km) s padalci
- Največja višina: 45.000 ft (13.716 m)
- Obremenitev kril: 150 lb/ft² (750 kg/m²)
- Razemerje potisk/teža: 0,277
- Vzletna steza pri MTOW: 7.600 ft (2.316 m)
- Pristajalna razdalja: 3.500 ft (1.060 m)

## Glje tudi
- Douglas C-74 Globemaster
- Douglas C-124 Globemaster II
- Lockheed C-5 Galaxy
- Lockheed C-141 Starlifter
- Lockheed Martin C-130 Hercules
- Iljušin Il-76
- Antonov An-124 Ruslan